# 不肖子定理
不肖子定理(Rotten kid theorem)是盖瑞·贝克关于社交学的一个经济学思想实验。俗称“坏孩子定理”。该理论称即使在家庭成员的本性是自私的前提下，如果自私的家庭成员能得到适当的经济激励，他们也会互相帮助，实现家庭总收入的最大化。
贝克虚构了一个家庭，其中“乐善好施”（利他主义者）的双亲给子女金钱，从而提高他们的幸福感。但有一位性格自私的“不孝子”，以破坏兄弟姐妹的财产为乐。如果父母会补偿其他子女的所有损失，减少给“不孝子”的金钱，实际上把所有子女的损失平均化了，这样“不孝子”伤害其他子女的行为也会伤害到自己，从而减弱“不孝子”作恶的动机。
定理的结论表明，家长应该推迟给孩子礼金的年龄，直到他们长大或等他们死去，如果家长计划根据子女的需求来决定给与金钱的数量，由于其他兄弟姐妹收入的增加，意味着也将有更多的钱财会分配给“不孝子”，所以每一个孩子都会有帮助他的兄弟姐妹以求他们收入最大化的激励。